# كارول بي. بلين
كارول بي. بلين (بالإنجليزية: Carole B. Balin)‏ هي حاخامة أمريكية، ولدت في 1964 في Andover, Massachusetts ‏ في الولايات المتحدة.